# 1172 Äneas
1172 Äneas là một tiểu hành tinh Troia. Nó được phát hiện bởi Karl Wilhelm Reinmuth ở Landessternwarte Heidelberg-Königstuhl, Heidelberg, Đức, ngày 17 tháng 10 năm 1930. Tên ban đầu của nó là 1930 UA. Nó được đặt theo tên Aeneas, một người Troia.